# Paphinia seegeri
Paphinia seegeri là một loài thực vật có hoa trong họ Lan. Loài này được G.Gerlach mô tả khoa học đầu tiên năm 1989.

## Hình ảnh

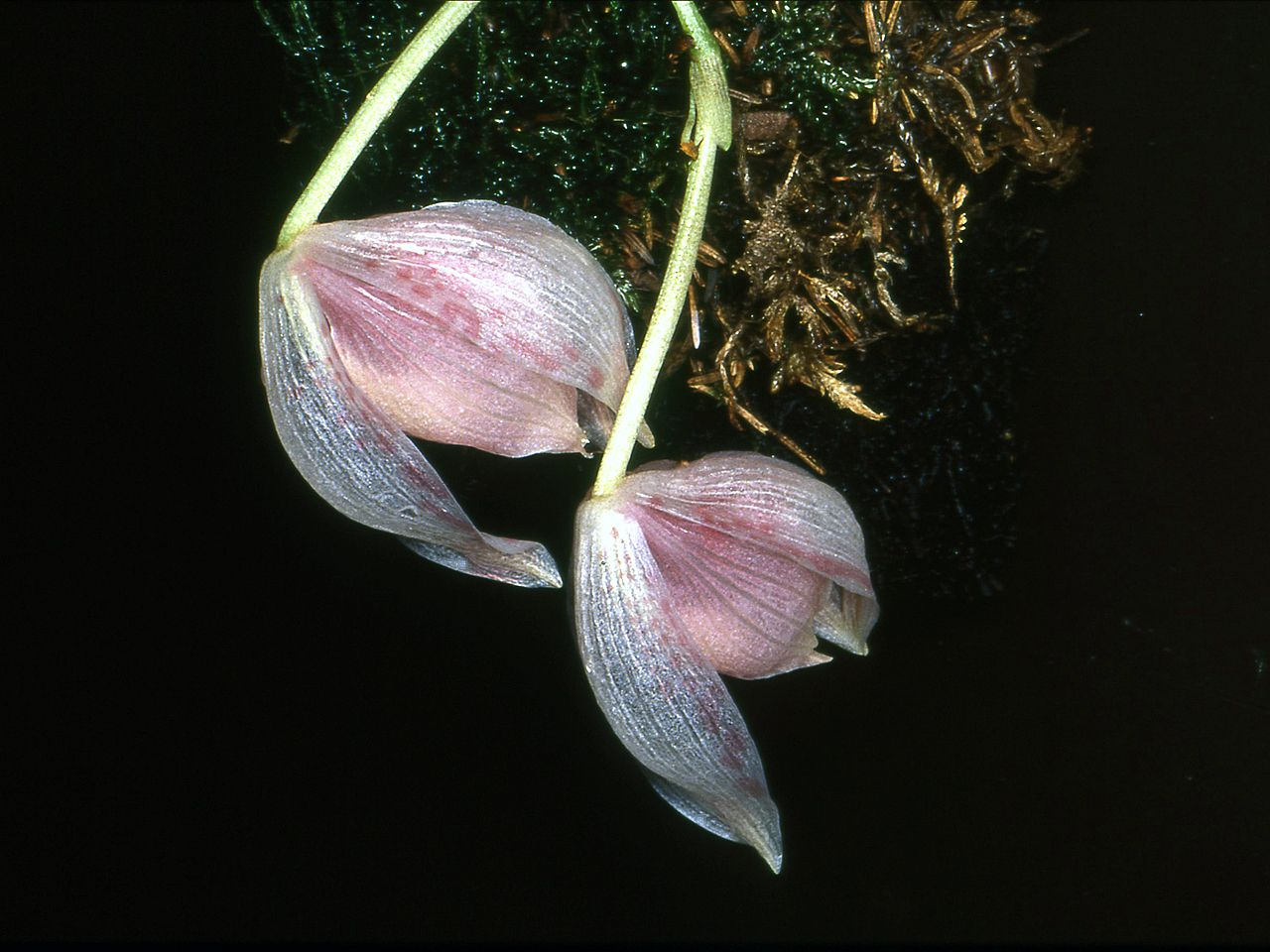
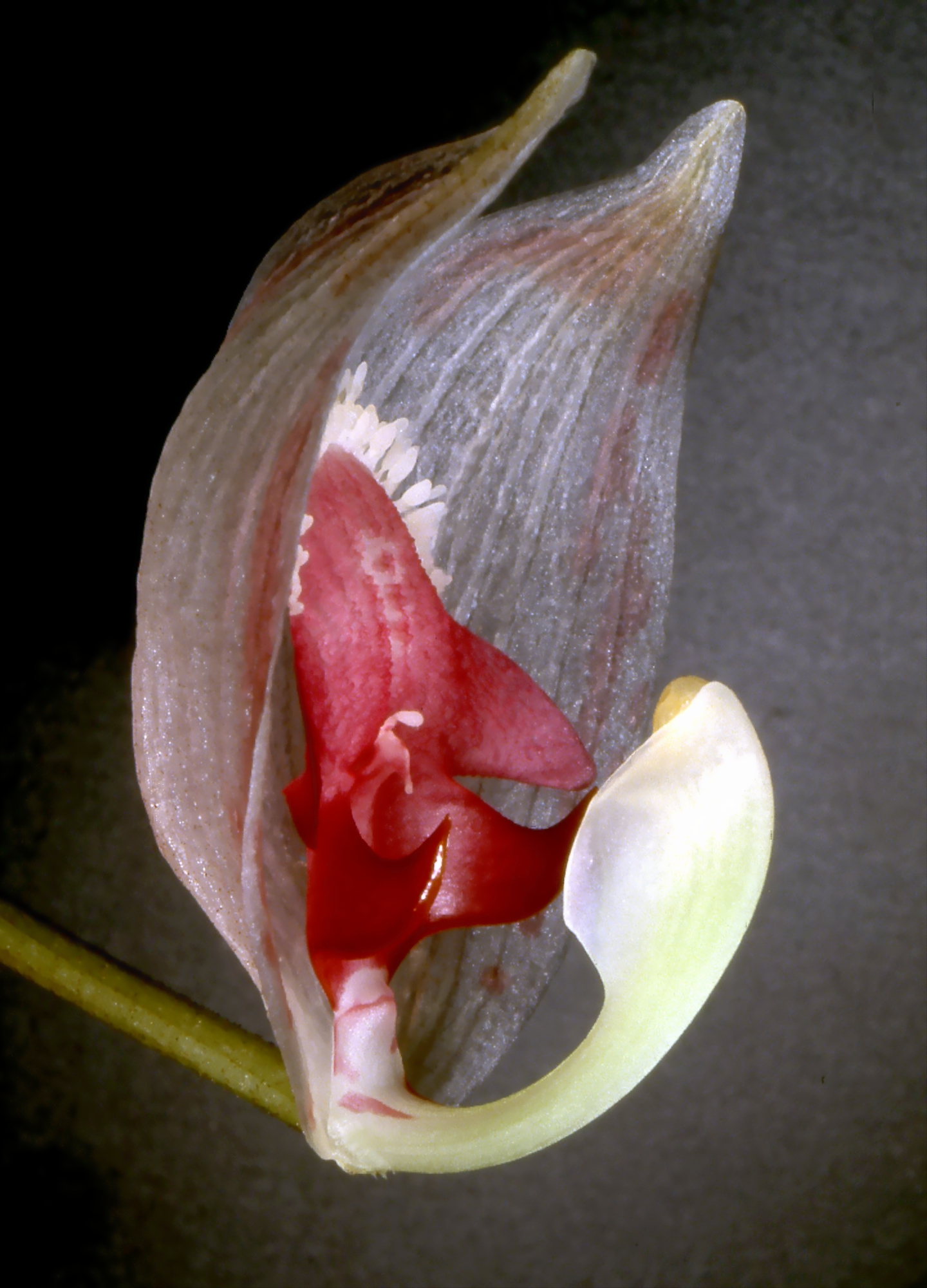